# Nueve de Julio (Corrientes)
9 de Julio o también Pueblo 9 de Julio es una localidad argentina ubicada en el oeste de la provincia de Corrientes, dentro del departamento San Roque.
La carta orgánica municipal establece:

Artículo 2. La denominación Municipalidad de 9 de Julio es el nombre oficial de Municipio del pueblo, nombre del cual se podrá usar indistintamente en número o letra.

Sobre la Ruta Nacional 123 que en el tramo en donde pasa por el pueblo se llama Av. San Martín se concentra la mayoría de los edificios públicos y comerciales.
Dicha ruta se conecta con la RN 12 desde donde se pueden acceder hacia un sentido a Santa Lucía (50 km aprox.), Goya (70 km aprox.) entre otras ciudades, y en el otro sentido a Bella Vista (50 km) y a la ciudad de Corrientes (175 km).
Cuenta con un jardín de infantes, escuela primaria, y escuela secundaria.
Esta localidad se volvió repentinamente conocida en 2024 luego de la desaparición de Loan Peña, un niño de 5 años, caso que acaparó a los medios de comunicación del país.

## Población
Cuenta con 2 209 habitantes (Indec, 2010), lo que representa un incremento del 16,1% frente a los 1 903 habitantes (Indec, 2001) del censo anterior.
| Gráfica de evolución demográfica de Nueve de Julio entre 1991 y 2010 |
|                                                                      |
| Fuente: Censos nacionales del INDEC                                  |